# أنتونيو باريكا
أنتونيو باريكا (بالإيطالية: Antonio Barreca) (25 مارس 1995 إيطاليا - ) هو لاعب كرة قدم إيطالي، يلعب كمدافع.

## روابط خارجية
- أنتونيو باريكا على موقع الاتحاد الأوربي (الإنجليزية)
- أنتونيو باريكا على موقع رابطة كرة القدم الفرنسية للمحترفين (الإنجليزية)
- أنتونيو باريكا على موقع إي إس بي إن إف سي (الإنجليزية)
- أنتونيو باريكا على موقع قاعدة بيانات كرة القدم.إي يو (الإنجليزية)
- أنتونيو باريكا على موقع ليكيب (الفرنسية)
- أنتونيو باريكا على موقع Soccerbase.com (لاعب) (الإنجليزية)
- أنتونيو باريكا على موقع Soccerway.com (الإنجليزية)
- أنتونيو باريكا على موقع عالم كرة القدم.نت (الإنجليزية)
- أنتونيو باريكا على موقع AS.com (الإسبانية)